# Bioorganic & Medicinal Chemistry Letters
Bioorganic & Medicinal Chemistry Letters es una revista científica revisada por pares publicada desde 1968 por Elsevier, que también edita Bioorganic & Medicinal Chemistry para trabajos más extensos. Esta revista presenta los resultados de la investigación sobre la estructura molecular de organismos biológicos y la interacción de objetivos biológicos con agentes químicos.
De acuerdo con Journal Citation Reports, el factor de impacto de esta revista fue 2,42 en 2014. Actualmente los editores de esta publicación son Dale L. Boger (The Scripps Research Institute, California, EE. UU.), Stephen Neidle (University College London, Reino Unido) y M. Shibasaki (Instituto de Química Microbiana, Tokio).
Bioorganic & Medicinal Chemistry Letters está indexada actualmente en las bases de datos Scopus, EBSCOhost, PubMed, Ovid, Web of Science, y SwetsWise.